# Eroe del Turkmenistan
Il titolo di Eroe del Turkmenistan (in turkmeno: Türkmenistanyň Gahrymany) è un titolo onorifico del Turkmenistan.

## Storia
Il titolo è stato istituito con l'approvazione della legge "Sull'istituzione del più alto grado di distinzione - il titolo di Eroe del Turkmenistan" adottata dal Consiglio nazionale del Turkmenistan il 30 settembre 1992. La legge del 27 dicembre 1995 n. 101-1 ha approvato una nuova versione del "Regolamento sul titolo di Eroe del Turkmenistan". La successiva edizione del provvedimento è stata approvata dalla legge del 28 febbraio 2015.

## Assegnazione
Il titolo di Eroe del Turkmenistan è la più alta onorificenza del paese e viene assegnata solo ai cittadini del Turkmenistan per premiare servizi particolarmente eccezionali allo Stato e alla società. Il titolo in casi eccezionali può essere riassegnato a cittadini che abbiano dato un enorme contributo personale al rafforzamento della sovranità, dell'ordine costituzionale e della statualità del Turkmenistan.
Il titolo di Eroe del Turkmenistan viene assegnato dal Presidente del Turkmenistan con provvedimento del Consiglio nazionale.
Gli insigniti ricevono la medaglia della stella d'oro e un certificato. Coloro i quali vengano insigniti del titolo per la seconda volta ricevono la medaglia della stella d'oro e viene eretto un loro busto in bronzo per commemorare i suoi meriti speciali. Il luogo di costruzione del busto viene indicato nell'atto di conferimento del titolo di Eroe.
Gli insigniti ricevono a spese della riserva valutaria dello Stato un importo di 25 000 dollari USA e un bonus mensile del 50% su salari, stipendi, pensioni a spese del bilancio dello Stato. Coloro i quali vengano insigniti del titolo per la seconda volta ricevono a spese della riserva valutaria dello Stato un importo di 100 000 dollari e un bonus mensile del 100% di salari, stipendi e pensioni a spese del bilancio dello Stato non soggetto a imposta sul reddito.
Gli insigniti hanno diritto a una pensione personale statale per un importo di almeno cinque volte l'importo della pensione di vecchiaia personale; alla fornitura di alloggi; a servizi non programmati da parte delle istituzioni mediche, comunali, culturali ed educative e all'uso personale gratuito del trasporto intraurbano (tranne i taxi) e a viaggi personale gratuiti una volta all'anno (andata e ritorno) all'interno del Turkmenistan per via aerea, su rotaia, via acqua, in cabine di I classe e con il trasporto automobilistico interurbano.
Gli insigniti godono anche di altri benefici nei modi e nei casi stabiliti dagli atti legislativi del Turkmenistan.
La medaglia d'oro viene indossata sul lato sinistro del petto sopra gli ordini e le medaglie del Turkmenistan.
La privazione del titolo di Eroe del Turkmenistan può essere effettuata con decreto del Presidente del Turkmenistan nel caso di condanna per un reato grave.

## Insegne

### Dal 1992 al 2014

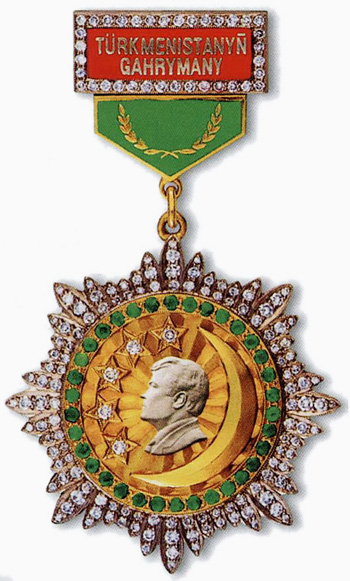
Il distintivo utilizzato dal 1992 al 2014.

La medaglia aveva la forma di un cerchio inscritto in una stella ottagonale regolare formata dagli angoli di due quadrati (uno piccolo e uno più grande) spostati l'uno rispetto all'altro. La stella era realizzata in oro bianco ed era composta da 48 raggi, ornata da 124 diamanti di varie dimensioni. Il diametro totale della medaglia era di 44 mm. Al centro della stessa, realizzata in oro 958, sullo sfondo di 17 raggi solari che emanavano dal centro, vi era l'immagine in rilievo del profilo del primo presidente del Turkmenistan - Saparmyrat Nyýazow - realizzata in oro bianco. La dimensione del rilievo era di 12,7 mm. Intorno al profilo vi erano le immagini tridimensionali di una mezzaluna e di cinque stelle. In ogni stella era inserito un diamante di 5 mm di diametro.
Lungo la circonferenza, in una striscia larga 2,15 mm, erano posti a catena 34 smeraldi. Il diametro del cerchio centrale, compresa la striscia con smeraldi, era di 27,5 mm.
Sul retro della medaglia vi erano incisi l'iscrizione "Altyn Aý Türkmenistanyň Medaly" e il numero di serie.
La medaglia era collegata a un blocco largo 22 mm e alto 17 mm con l'aiuto di un occhiello e di una catena. Nella parte superiore del blocco, in una cornice rettangolare di 22 × 7 mm, era presente la scritta tridimensionale "TÜRKMENISTANYŇ GAHRYMANY". Questa parte del blocco era smaltata di rosso.
Nella parte pentagonale inferiore di dimensioni 20 x 10 mm erano presenti due rami di ulivo in oro su sfondo smaltato di verde. L'intero blocco e la catena di collegamento erano realizzati in oro 958.

### Dal 2014
Nel 2014 è stata approvata un nuovo design della medaglia.
La medaglia ha la forma di un cerchio inscritto in una stella ottagonale regolare formata dagli angoli di due quadrati sfalsati tra loro. La stella è realizzata in oro ed è composta da 48 raggi solari ornata da 128 diamanti di varie dimensioni. Il diametro complessivo della medaglia è di 60 mm.
Al centro della medaglia, su uno sfondo di raggi di sole che partono dal centro, è presente una mappa d'oro del Turkmenistan, e intorno ad essa, sono presenti le immagini di una mezzaluna d'oro e cinque stelle. Ogni stella, di 5 mm di diametro, è tempestata di un diamante.
Attorno alla circonferenza, in una striscia larga 3 mm, sono disposti ad anello 50 smeraldi. Il diametro del cerchio centrale, compresa la striscia con smeraldi, è di 37,5 mm.
Sul retro della medaglia vi è la scritta "Altyn Aý Türkmenistanyň medaly" e il numero di serie.
La medaglia è collegata a un blocco largo 30 mm e alto 23 mm. Nella parte superiore del blocco, in una cornice rettangolare larga 30 mm e alta 9,5 mm, è presente la scritta "TÜRKMENISTANYŇ GAHRYMANY". Questa parte del blocco è smaltata di rosso. Nella parte pentagonale inferiore, ricoperta di smalto verde, larga 26 mm e alta 13,5 mm, sono raffigurati due rami d'ulivo dorati divergenti.
La medaglia e il suo blocco sono realizzati in oro 750.